# Andre Jackson Jr.

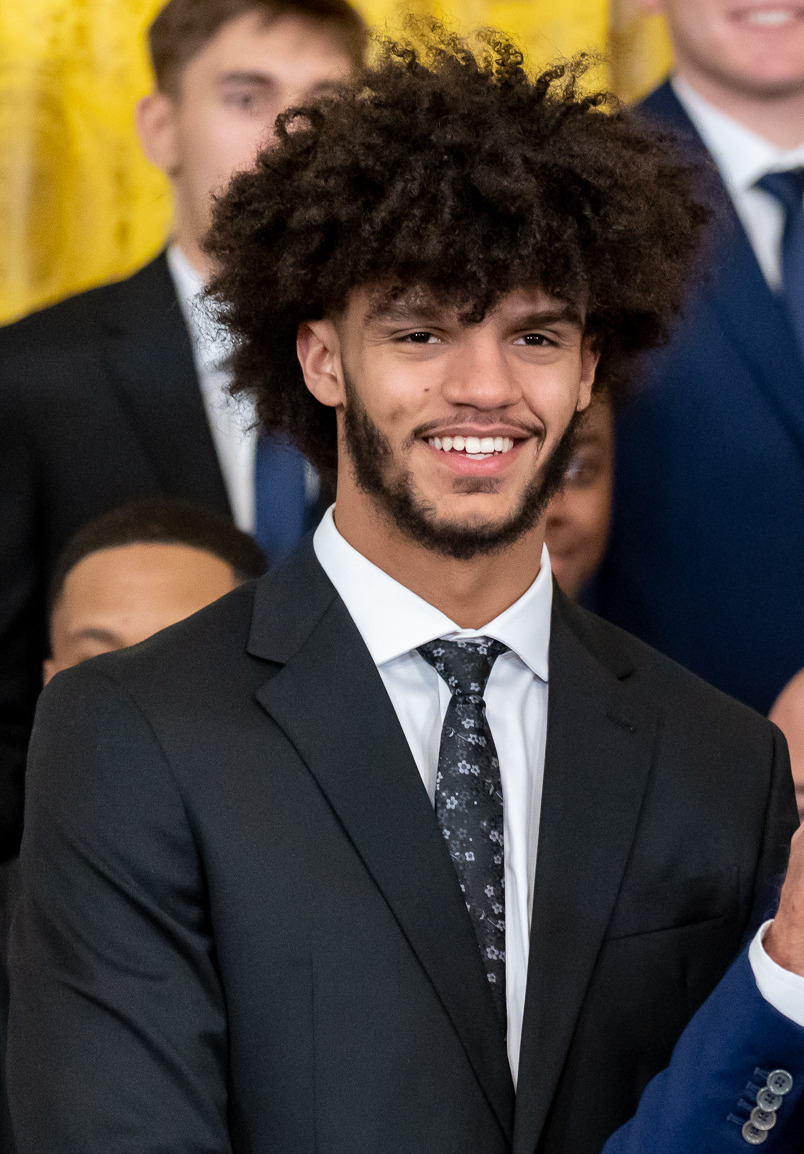
Andre Jackson Jr., 2023.

Andre Terrell Jackson Jr., född 13 november 2001 i Amsterdam i New York, är en amerikansk professionell basketspelare (SG/PG) som spelar för Milwaukee Bucks i National Basketball Association (NBA).
Han draftades av Orlando Magic i andra rundan i 2023 års draft som 36:e spelare totalt.
Innan Jackson blev proffs studerade han vid University of Connecticut och spelade för universitetets idrottsförening Connecticut Huskies.